# コーニング (火薬)
コーニング（corning）は、黒色火薬の加工技術。できたままの状態では粉末状の黒色火薬を固めて粒状にすること。
コーニングにより燃焼速度と爆発力が大幅に増し、安定して燃えるようになる。また、成分の分離や湿気の吸収が起こりにくくなる。コーニングによって初めて銃は実用的な兵器となった。
コーニングは15世紀までにヨーロッパで発明された。初期のコーニングは黒色火薬と水を手で捏ねて天日干しで固め、砕いて粒状にしていた。